# Бей, барабан!
«Бей, бараба́н!» — советский художественный фильм режиссёра Алексея Салтыкова, снятый на киностудии «Мосфильм» в 1962 году. Рассказывает о создании первых пионерских отрядов в Советской России.

## Сюжет
Советская Россия, начало тысяча девятьсот двадцатых годов. У Леонида Казакова (Крыченков) на его глазах кулаки убивают отца — председателя колхоза. Подросток примыкает к кавалерийскому полку Красной армии. Спустя некоторое время командир отправляет Лёньку в Москву с «секретным» пакетом в адрес районного комитета комсомола. Как выяснилось, это — уловка, широко применяемая для того, чтобы отправить несовершеннолетних из действующей армии и заставить их сесть за парту. Молодой красноармеец подчиняется приказу, озвученному в газетах самим Лениным и идёт, уже достаточно взрослый, в первый класс. Вместе с молодым рабочим Митькой Лбачом (Демьяненко) они организуют первую в районе пионерскую организацию. Всё больше и больше подростков втягивается в политическое движение. На пути к новому им оказывают сопротивление скауты, скрыто противодействуют некоторые учителя. Но перемены уже остановить нельзя. Лёнька совместно с друзьями делает жизнь интересной и насыщенной, товарищи помогают ему в учёбе. Но однажды, когда юноша возвращается с экзамена по математике сразу за два класса, враг подло убивает его. Похороны Лёньки Казакова становятся демонстрацией силы и объединения пионерии, комсомола и рабочего класса.

## В ролях
- Алёша Крыченков — Лёнька Казаков
- Люся Слепнева — Наташа
- Александр Демьяненко — Митька Лбач, рабочий типографии
- Савелий Крамаров — Мусью, поэт, бывший беспризорник
- Виталий Ованесов — Корнеев Михаил, скаут
- Татьяна Конюхова — Арсеньева, секретарь райкома комсомола
- Иван Рыжов — Петухов, директор школы
- Гарри Дунц — Следователь
- Владимир Покровский — Дронов, учитель математики «Пифагор»
- Георгий Черноволенко — Иван Матвеевич, заведующий типографией
- Борис Новиков — Анохин, милиционер

### В эпизодах
- Виктор Гераскин — Красноармеец
- Владимир Пицек — Типографский рабочий
- Анатолий Папанов — Поэт Безлошадный
- Вениамин Смагин
- Борис Юрченко — Терещенко, милиционер
- Михаил Ионов — Цыган
- Володя Семёнов — Беспризорник

и учащиеся московских школ
- Владимир Маренков — Отец Лёньки (нет в титрах)
- Николай Хрящиков — Старый солдат (нет в титрах)